# Lubomír Beneš
Lubomír Beneš, född 7 november 1935, död 12 september 1995, var en tjeckisk animatör och regissör från Prag. Han skapade den animerade dockserien Två snubbar (tjeckiska Pat a Mat).